# Albany (New York)
Albany je město v USA, hlavní město státu New York a okresu Albany County. Ve městě žije přibližně 99 tisíc obyvatel, jeho rozloha je 56,6 km². Leží 219 km severně od New Yorku.
Albany je čtvrtým nejstarším městem USA (za Santa Fe, St. Augustine a Hamptonem).

## Historie

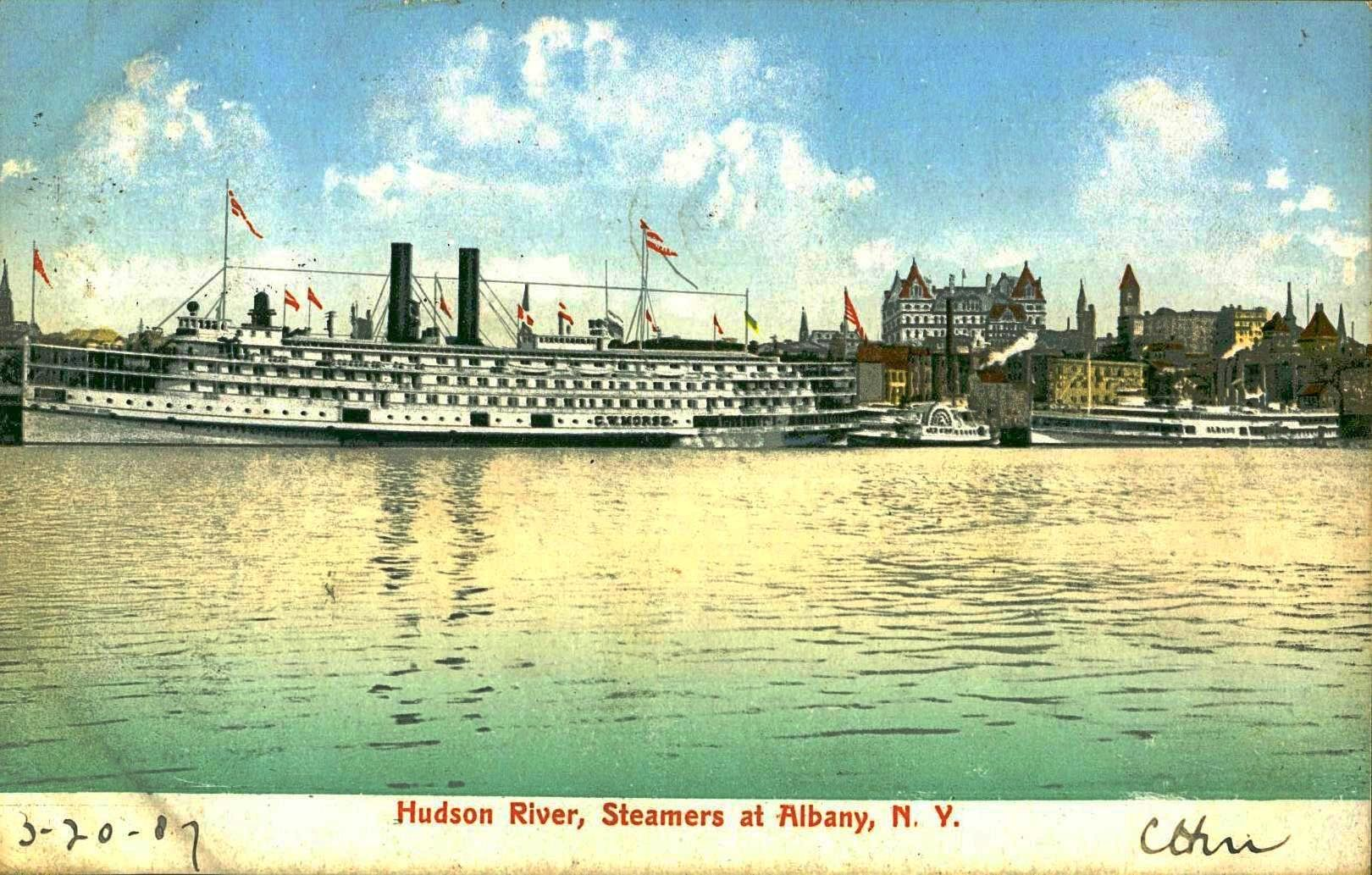
Parník C. W. Morse v Albany

Oblast, ve které Albany leží, byla původními obyvateli označována jako „Penpotawotnot“. Evropany (Nizozemci) bylo místo osídleno v roce 1614, kdy bylo založeno sídlo Fort Nassau, které sloužilo jako obchodní stanoviště pro obchod s kožešinami; bylo však po 4 letech opuštěno. V roce 1624 bylo založeno nové sídlo Fort Oranje, které se stalo prvním stálým sídlem kolonie Nové Nizozemí. Nedaleko něho pak bylo v roce 1654 založeno další sídlo, Beverwyck.
V roce 1664 bylo Nové Holandsko dobyto Velkou Británií a na počest vévody z Yorku a Albany (pozdější Jakub II. Stuart) byl Beverwyck přejmenován na Albany (Nieuw Amsterdam byl zároveň přejmenován na New York).
V roce 1797 se Albany stalo hlavním městem státu New York (nahradilo původní hlavní město Kingston, které bylo zničeno ve válce za nezávislost).
V roce 1825 bylo město napojeno na Erijský kanál, což velmi přispělo k jeho rozvoji. V roce 1831 byla do Albany zavedena železnice.

## Osobnosti města

### Z Albany pocházeli
- Philip Schuyler (1733–1804), generál a politik
- Peter Gansevoort (1749–1812), důstojník
- Joseph Henry (1797–1878), fyzik
- Philip Sheridan (1831–1888), generál
- Bret Harte (1836–1902), spisovatel
- Charles Dwight Sigsbee (1845–1923), námořní důstojník
- Marion Zimmer Bradley (1930–1999), spisovatelka
- William Devane (* 1937), herec
- Bert Sommer (1949–1990), hudebník, herec
- John McTiernan (* 1951), filmový režisér a producent

### V Albany žili

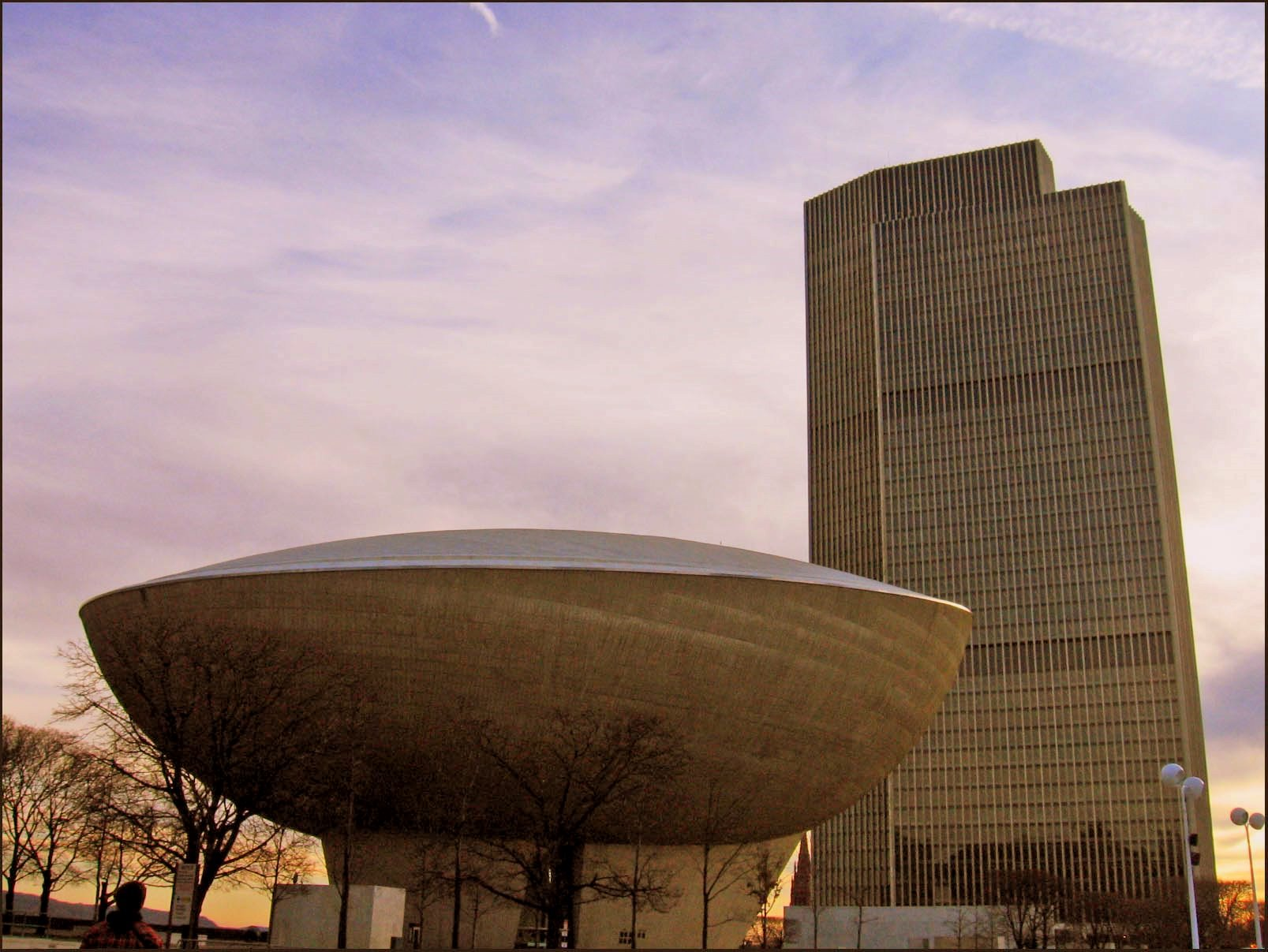
Budova „The Egg“, jedna z nejznámějších pamětihodností města

- Christian Heinrich Friedrich Peters (1813–1890), astronom
- Isaac Mayer Wise (1819–1900), česko-americký rabín
- Charles Horton Peck (1833–1917), mykolog
- Albert Uffenheimer (1876–1941)
- Nick Brignola (1936–2002)

## Partnerská města
- Gent, Belgie
- Nassau, Bahamy
- Nijmegen, Nizozemsko
- Québec, Kanada
- Tula, Rusko
- Verona, Itálie